# Acanthoptura truncatipennis
Acanthoptura truncatipennis är en skalbaggsart som beskrevs av Holzschuh 1993. Acanthoptura truncatipennis ingår i släktet Acanthoptura och familjen långhorningar. Inga underarter finns listade i Catalogue of Life.